# Ctimene splendida
Ctimene splendida är en fjärilsart som beskrevs av Walker 1864. Ctimene splendida ingår i släktet Ctimene och familjen mätare. Inga underarter finns listade i Catalogue of Life.